# Lucanus cantori
Lucanus cantori es una especie de coleóptero de la familia Lucanidae.

## Distribución geográfica
Habita en Darjeeling, Khasi y Bután.